# Nagroda Doblouga

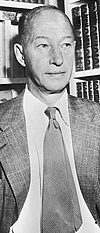
Eyvind Johnson, laureat z 1951 roku

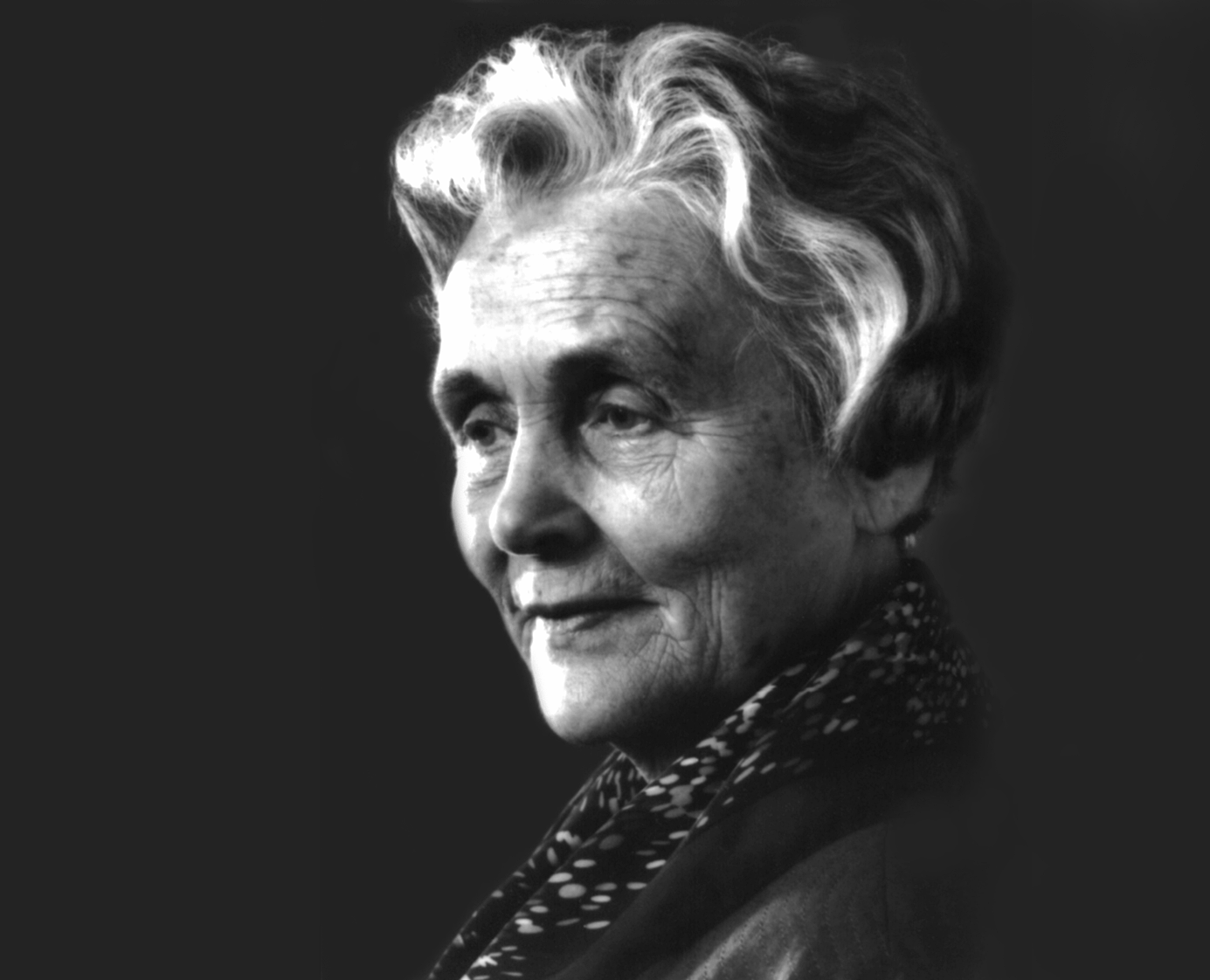
Halldis Moren Vesaas, laureatka z 1960 roku

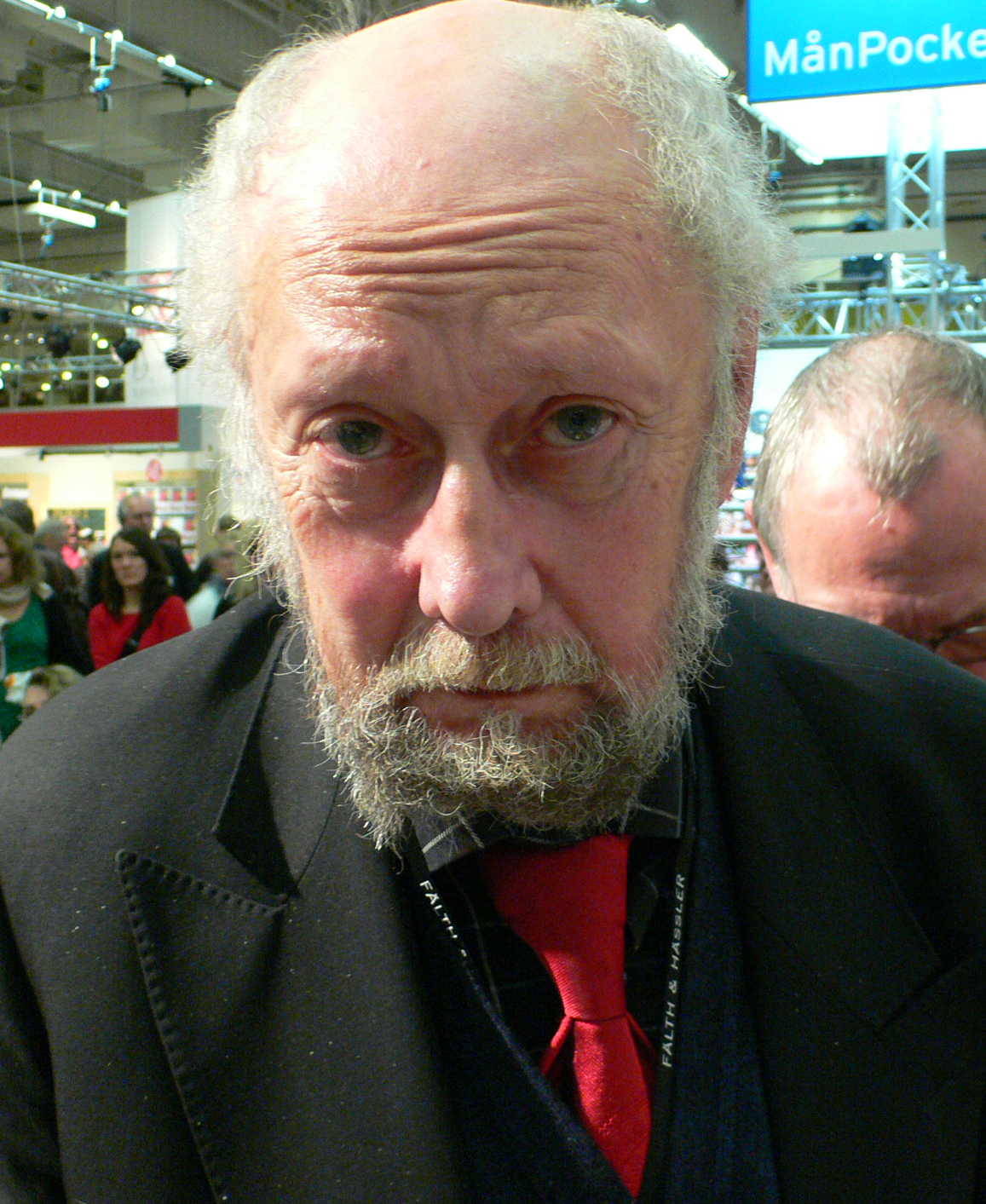
Torgny Lindgren, laureat z 1987 roku

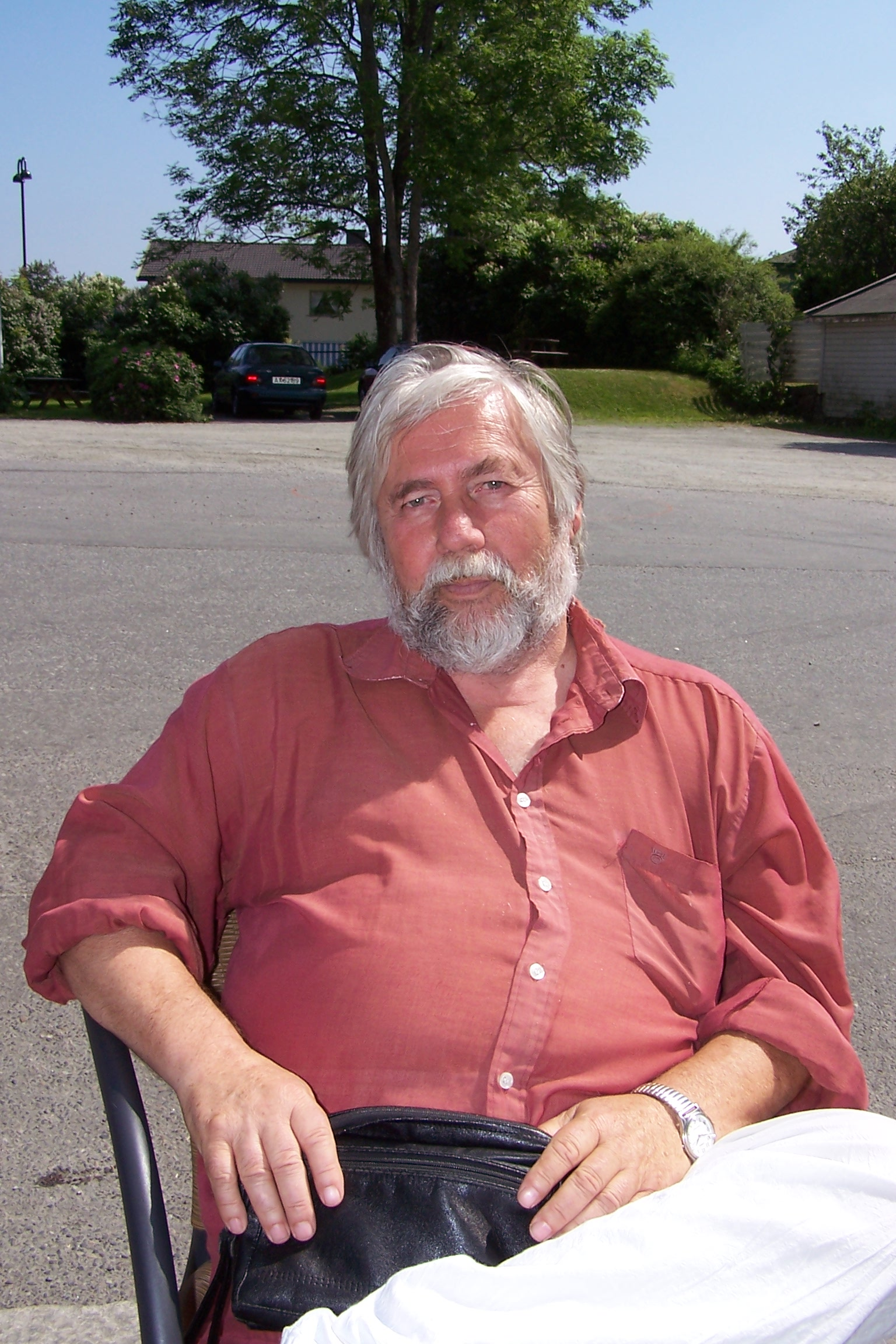
Tor Åge Bringsværd, laureat z 1994 roku

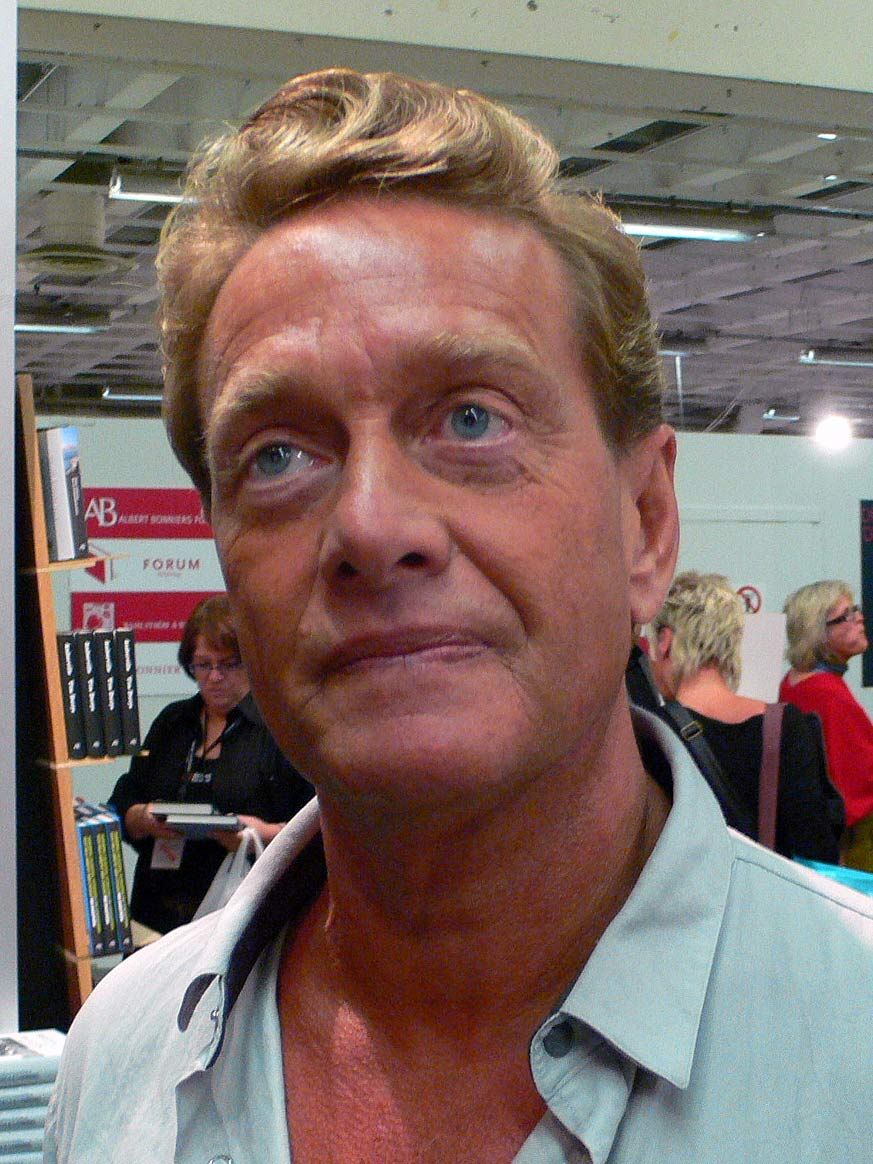
Björn Ranelid, laureat z 2004 roku

Nagroda Doblouga (szw. Doblougska priset, norw. Doblougprisen) – nagroda literacka przyznawana od 1951 roku przez Akademię Szwedzką.
Nagroda przyznawana jest rokrocznie jako wsparcie dla szwedzkiej i norweskiej beletrystyki. Podzielona jest na dwie części: jedna dla Szwecji, druga dla Norwegii. Wartość nagrody w 2011 roku wynosiła 2 x 150 000 koron szwedzkich. Nagroda pochodzi z funduszu literackiego ustanowionego w zapisie testamentu norweskiego rentiera Birgera Doblouga, który przekazał swój majątek Akademii Szwedzkiej. Laureaci norwescy są mianowani przez Związek Pisarzy Norweskich (norw. Den norske forfatterforening).

## Laureaci
| Rok  | Laureat szwedzki                      | Laureat norweski                                |
| ---- | ------------------------------------- | ----------------------------------------------- |
| 1951 | Eyvind Johnson                        | Arnulf Øverland                                 |
| 1952 | Sten Selander                         | Tore Ørjasæter                                  |
| 1953 | Ivar Lo-Johansson                     | Gunnar Reiss-Andersen                           |
| 1954 | Harry Martinson                       | Inge Krokann                                    |
| 1955 | Karl Asplund, Sven Barthel            | Herman Wildenvey                                |
| 1956 | Bertil Malmberg                       | Emil Boyson                                     |
| 1957 | Hans Ruin                             | Tarjei Vesaas                                   |
| 1958 | Artur Lundkvist                       | Johan Falkberget                                |
| 1959 | Gustav Hedenvind-Eriksson             | Aksel Sandemose                                 |
| 1960 | Eyvind Johnson                        | Halldis Moren Vesaas                            |
| 1961 | Sara Lidman                           | Alf Larsen                                      |
| 1962 | Irja Browallius                       | Inger Hagerup                                   |
| 1963 | Lars Ahlin                            | Jan-Magnus Bruheim                              |
| 1964 | Lars Gyllensten                       | Torborg Nedreaas                                |
| 1965 | Fritiof Nilsson Piraten               | Johan Borgen                                    |
| 1966 | Tage Aurell                           | Jakob Sande                                     |
| 1967 | Björn-Erik Höijer                     | Ragnvald Skrede                                 |
| 1968 | Jan Fridegård                         | Rolf Jacobsen                                   |
| 1969 | Sven Lindqvist                        | Olav H. Hauge                                   |
| 1970 | Birgitta Trotzig                      | Kåre Holt                                       |
| 1971 | Sivar Arnér                           | Stein Mehren                                    |
| 1972 | Erik Beckman                          | Hans Børli                                      |
| 1973 | Ivar Lo-Johansson                     | Øivind Bolstad                                  |
| 1974 | Per E. Rundquist                      | Jens Bjørneboe                                  |
| 1975 | Tora Dahl                             | Ragnhild Magerøy                                |
| 1976 | Sven Barthel                          | Sigbjørn Hølmebakk                              |
| 1977 | Margareta Ekström                     | Åsta Holth                                      |
| 1978 | Tore Zetterholm                       | Harald Sverdrup                                 |
| 1979 | Maria Gripe                           | Nils Johan Rud                                  |
| 1980 | Sven Fagerberg                        | Magnhild Haalke                                 |
| 1981 | Gunnar E. Sandgren                    | Paal Brekke                                     |
| 1982 | P.C. Jersild                          | Gunvor Hofmo                                    |
| 1983 | Sandro Key-Åberg                      | Marie Takvam                                    |
| 1984 | Sven Rosendahl                        | Astrid Hjertenæs Andersen                       |
| 1985 | Bengt Anderberg, Sara Lidman          | Arnljot Eggen, Bergljot Hobæk Haff              |
| 1986 | Lars Ardelius, Carl-Henning Wijkmark  | Finn Carling, Knut Hauge                        |
| 1987 | Carl-Göran Ekerwald, Torgny Lindgren  | Paal-Helge Haugen                               |
| 1988 | Per Olov Enquist, Göran Sonnevi       | Edvard Hoem, Jan Erik Vold                      |
| 1989 | Birger Norman                         | Eldrid Lunden, Åge Rønning                      |
| 1990 | Sigrid Combüchen, Georg Klein         | Johannes Heggland, Cecilie Løveid               |
| 1991 | Hans Granlid, Agneta Pleijel          | Torill Thorstad Hauger, Kjell Erik Vindtorn     |
| 1992 | Tobias Berggren, Göran Printz-Påhlson | Arnold Eidslott, Øystein Lønn                   |
| 1993 | Madeleine Gustafsson, Anna Westberg   | Lars Saabye Christensen, Kolbein Falkeid        |
| 1994 | Bertil Romberg, Eva Runefelt          | Inger Elisabeth Hansen, Tor Åge Bringsværd      |
| 1995 | Per Agne Erkelius, Rita Tornborg      | Kjell Askildsen, Tor Ulven                      |
| 1996 | Inger Edelfeldt, Lennart Sjögren      | Dag Solstad, Wera Sæther                        |
| 1997 | Christer Eriksson, Stig Larsson       | Kjartan Fløgstad, Lars Amund Vaage              |
| 1998 | Klas Östergren, Ulf Eriksson          | Ola Bauer, Karsten Alnæs                        |
| 1999 | Kristina Lugn, Ole Söderström         | Åse-Marie Nesse, Jon Fosse                      |
| 2000 | Louise Ekelund, Per Odensten          | Jan Kjærstad, Einar Økland                      |
| 2001 | Birgitta Lillpers, Magnus Florin      | Svein Jarvoll, Thorvald Steen                   |
| 2002 | Anne-Marie Berglund, Claes Hylinger   | Erling Kittelsen, Hanne Ørstavik                |
| 2003 | Mare Kandre, Anders Palm              | Bjørn Aamodt, Rune Christiansen                 |
| 2004 | Ann Jäderlund, Björn Ranelid          | Trude Marstein, Marit Tusvik                    |
| 2005 | Lars Lönnroth, Steve Sem-Sandberg     | Hans Herbjørnsrud, Tone Hødnebø                 |
| 2006 | Carl Fehrman, Carola Hansson          | Hanne Bramness, Karin Gundersen                 |
| 2007 | Lars Furuland, Elisabeth Rynell       | Arvid Torgeir Lie, Jan Jakob Tønseth            |
| 2008 | Johan Cullberg, Niklas Rådström       | Merethe Lindstrøm, Ragnar Hovland               |
| 2009 | Ellen Mattson, Ingela Strandberg      | Thure Erik Lund, Gunnhild Øyehaug               |
| 2010 | Martin Kylhammar, Bruno K. Öijer      | , Øyvind Rimbereid                              |
| 2011 | Gunnar Harding, Daniel Hjorth         | Knut Ødegård, Beate Grimsrud                    |
| 2012 | Helena Eriksson, Magnus Dahlström     | Ellen Einan, Roy Jacobsen                       |
| 2013 | Sara Stridsberg, Lars Jakobson        | Karin Moe, Torgeir Rebolledo Pedersen           |
| 2014 | Carl-Johan Malmberg, Björn Meidal     | Britt Karin Larsen, Torild Wardenær             |
| 2015 | Peter Cornell, Ylva Eggehorn          | Kjersti Annesdatter Skomsvold, Ole Robert Sunde |
| 2016 | Kristina Sandberg, Mirja Unge         | Inghill Johansen, Per Petterson                 |
| 2017 | Theodor Kallifatides, Ulf Lundell     | Steinar Opstad, Linn Ullmann                    |
| 2018 | Johannes Anyuru, Ida Börjel           | Helge Torvund, Vigdis Hjorth                    |
| 2019 | Ernst Brunner, Carin Franzén          | Johan Harstad, Olaug Nilssen                    |
| 2020 | Lars Andersson, Peter Handberg        | Carl Frode Tiller, Nils Christian Moe-Repstad   |
| 2021 | Arne Johnsson, Staffan Söderblom      | Kjartan Hatløy, Mona Høvring                    |
| 2022 | Per Odensten, Anna-Karin Palm         | Victoria Kielland, Lars Mytting                 |